# Церква Пресвятої Трійці (Яворів)
Церква Пресвятої Трійці — дерев'яна гуцульська церква в с. Яворів Івано-Франківської області, Україна, пам'ятка архітектури національного значення.   

## Історія
Церква була збудована в 1926 році під керівництвом місцевого відомого майстра Дмитра Бучука, розташована на пагорбі в центрі села, поруч з дорогою на цвинтар. Освячена архієпископом Станіславським Григорієм Хомишиним. Церква побудована за формою і в стилі попередньої, яка згоріла в 1923 році, поруч з її місцем розташування. У радянський період церква охоронялася як пам'ятка архітектури Української РСР (№ 1182). Церква була закрита протягом 10 років у радянський період. Нині використовується громадою Православної церкви України (первинно належала УГКЦ). З 1998 року церква є парафіяльною.
В церкві служили такі священники: 
- о. Микола Драгомерецький народився 1889 р., рукоположений в сан священика 1913 р. Парох: (1925–1946 рр.);
- о. Іван Ільницький;
- о. Мирон Сас-Жураківський;
- о. Степан Сірак (1969–1972 рр.);
- о. Андрій Яцьків (1972–1975 рр.);
- о. Дмитро Близнюк;
- о. Володимир Братик (1975–1976 рр.);
- о. Степан Губернат (1976–1998 рр.);
- о. Василь Іванюк (з 1998 р.).

Храмові свята: День Святого Духа та День Різдва Пресвятої Богородиці.

## Архітектура
Церква хрестоподібна в плані, одноверха. До південного рамена нави та до бабинця із заходу прибудовано ганки, наразі засклені. До вівтаря з прибудовано ризницю. Над квадратними зрубом нави розташовано високу восьмигранну основу для шатрову центральної бані. Бокові зруби мають скатні дахи, які здіймаються на висоту до основи восьмигранної частини нави. Опасання розташоване навколо церкви на  кронштейнах. Стіни над опасанням, фронтони, восьмигранна основа бані та дахи обшиті карбованою бляхою.

## Дзвіниця
До складу пам'ятки входить двоярусна каркасна, дерев'яна дзвіниця. Перший ярус має квадратну форму, а другий - восьмигранний, вкритий шатровим дахом.